# 李慶芳
李 慶芳（り けいほう）は、清末民初の政治家。字は楓圃。

## 事跡
山西晋陽書院を卒業して、山西大学に入学する。1905年（光緒31年）、日本に留学し、日本大学で法学士の称号を取得した。帰国後、留学生考試に参加し、法政科挙人となる。後に山西省に戻り、学校や新聞社、書店などの開業につとめた。
1913年（民国2年）、衆議院議員に当選し、憲法起草委員会委員となる。また、『民憲日報』や『憲法新聞』などの新聞を発行した。同年9月、梁士詒が結成した親袁世凱の御用政党である公民党に加入している。
袁世凱死後も、李慶芳は国会議員として活動している。華北5省で旱魃が発生した際には、被災民救済のための教養院を建設するなどした。1917年（民国6年）11月、臨時参議院議員に当選し、参議院秘書長に選ばれた。1927年（民国16年）、張作霖の下で安国軍政治討論会会員に任ぜられる。しかし翌年には、閻錫山が開設した平津衛戍総司令部に転じ、軍法、外交、交通三処の処長に任ぜられた。
日中戦争勃発後に、李慶芳は帰郷した。あるとき、日本軍兵士が八路軍兵士30名を処刑しようとしたところ、日本軍指揮官が李の留学時代の同学であったことから、李は交渉の末に兵士たちを救出している。後に李自身が日本軍に捕らえられ、40日余りにわたり監禁され、かつ協力を強要されたが、最後までこれを拒み続けた。
1940年（民国29年）3月10日、病没。享年62。中国共産党の機関紙『新華日報』は、李慶芳を追悼、賞賛する記事を掲載している。

## 注
1. ↑  時期は不明だが、李慶芳はかつて閻錫山のために山西駐京代表を務めていた。